# Петров-Бытов, Павел Петрович
Па́вел Петро́вич Петро́в-Бы́тов (настоящая фамилия Петров; 23 февраля 1895, Богородск, Нижегородская губерния — 26 октября 1960, Ленинград) — российский режиссёр художественного и неигрового кино, сценарист.

## Биография
Родился в селе Богородское Нижегородской губернии (ныне город в Нижегородской области). С 1910 года подрабатывал чернорабочим, посыльным, служащим в магазинах Санкт-Петербурга, бурлачил на Волге. В 1915—1918 годах служил в Русской армии, участвовал в боевых операциях Первой мировой войны.
С 1918 года — сотрудник различных газет, комиссар полка в Красной армии, в том же году вступил в ВКП(б). В 1919—1920 годах начальник военной цензуры в частях Красной армии, начальник отдела Карельского ЧК в Петрозаводске. Там же в 1921 году окончил актёрское отделение театральной студии Юрьина.
С 1921 года уполномоченный ОГПУ Ленинградского военного округа, заместитель председателя репертуарного комитета киностудии «Севзапкино» (в дальнейшей преобразованной в «Ленинградкино» и наконец в «Ленфильм»). С 1924 года там же ответственный редактор-монтажёр, с 1925 года — с перерывами — режиссёр на студиях «Чувашкино», «Совкино», «Союзкино», «Росфильм».
 В 1931—1933 годах — слушатель Института литературы, искусства и языка Коммунистической академии. 
В годы войны был уполномоченным Особого отдела НКВД Северного флота, художественным руководителем Мурманского областного драмтеатра, начальником сценарного отдела Свердловской киностудии. В 1945—1946 годах — уполномоченным «Совэкспортфильма» в Финляндии. С 1949 года — режиссёр киностудии «Леннаучфильм».
Согласно Д. Быкову, после того как в 1949 году Петров-Бытов написал Сталину письмо о том, как всё ужасно в советской кинематографии, он был временно помещён в психиатрическую больницу. Режиссёр В. Мельников подтверждает информацию о пребывании в психиатрической клинике.

## Творчество
Дебют Петрова-Бытова, историко-революционный фильм «На жизнь и на смерть», представлял собой завершение картины, которую начал умерший на ранней стадии съёмок режиссёр Борис Чайковский. Годом позже сняты «Волжские бунтари» — первый фильм из жизни чувашского народа. «Водоворот» посвящён социалистическому преобразованию деревни. Наиболее высокую оценку получил фильм «Каин и Артём», поставленный по раннему рассказу Максима Горького: в нём, как сообщает киновед Мирон Черненко,

Еврейский сапожник по имени Хаим <…> приводит к себе еле живого грузчика и пичкает его не только вкусной и здоровой пищей, но и запрещённой литературой, поскольку на квартире у Хаима, поразительно напоминающего Якова Михайловича Свердлова, кстати сказать, происходившего именно из этих нижегородских мест, собираются революционеры и в голос готовят грядущий социальный переворот. В результате Артём не только избавляется от «родимых пятен», не только находит в Хаиме по несправедливой кличке Каин, друга, но приходит к осознанию своего места на социальной карте царской России.

Отдельную статью посвятил фильму Анатолий Луначарский. В 1932 году фильм был озвучен во Франции под руководством Абеля Ганса. Как отмечает киновед С. Гуревич:

В «Каине и Артёме» Петров-Бытов с необычной для него свободой и смелостью пользуется резкими монтажными стыками, монтажом по контрасту, наплывами с двойной и тройной экспозицией, акцентируемой деталью, обратной съёмкой. Больше того. Он не только пользуется новейшими монтажными средствами, но и значительно расширяет возможности ассоциативного видения и мышления. Ассоциация у Петрова-Бытова чаще всего подчеркивает и усиливает движение — как пространственное, физическое (корова, жующая жвачку, жующий грузчик и городовой, жующий яблоко), так и внутреннее, психологическое (в трактире — пляска Каина, пляска фигурок оркестриона, пляска рюмок на столе).

После «Каина и Артёма» Петров-Бытов намеревался экранизировать другое произведение Горького — «Фома Гордеев», однако эти планы не осуществились.

## Фильмография
Режиссёр
- 1925 — На жизнь и на смерть (совместно с Б. Чайковским)
- 1926 — Волжские бунтари
- 1927 — Водоворот
- 1928 — Право на жизнь
- 1929 — Каин и Артём
- 1930 — Поворот
- 1932 — Сложный вопрос
- 1934 — Чудо
- 1937 — Пугачёв
- 1940 — Разгром Юденича
- 1951 — Белое золото (научно-популярный)
- 1952 — Точное время (научно-популярный)
- 1955 — Обманутые надежды (короткометражный)

Сценарист
- 1925 — На жизнь и на смерть
- 1926 — Волжские бунтари (совместно с И. Максимовым-Кошкинским)
- 1927 — Водоворот (совместно с О. Вишневской)
- 1928 — Право на жизнь
- 1929 — Каин и Артём (совместно с О. Кузнецовой, Е. Невяжской, М. Ремезовой)
- 1930 — Поворот
- 1934 — Чудо

## Художественные взгляды
Петрову-Бытову принадлежит программная статья «У нас нет советской кинематографии» (1929), в которой даётся отрицательная оценка таких фильмов, как «Броненосец „Потёмкин“» Эйзенштейна, «Мать» Пудовкина, «Новый Вавилон» Козинцева: Петров-Бытов требует от кинематографа доступности и понятности неподготовленному зрителю, заявляя: «Мы ничего не можем предложить родного, близкого рабочему и крестьянину… „Новые Вавилоны“ нужны советской кинематографии? Пусть они будут. Они нужны нам, как нужны фраки советской дипломатии».